# علمنا يعني الموت
علمنا يعني الموت (بالإنجليزية: Our Flag Means Death)‏ هو مسلسل كوميدي دراما تاريخية من بطولة ريس داربي، تايكا وايتيتي، كريستيان نيرن وروري كينير. عرض المسلسل على منصة إتش بي أو ماكس 3 مارس 2022.

## روابط خارجية
علمنا يعني الموت على موقع IMDb (الإنجليزية)
- علمنا يعني الموت على موقع روتن توميتوز (الإنجليزية)
- علمنا يعني الموت على موقع فيلمافينيتي (الإسبانية)
- علمنا يعني الموت على موقع كينوبويسك (الروسية)
- علمنا يعني الموت على موقع ألو سيني (الفرنسية)
- علمنا يعني الموت على موقع قاعدة بيانات الفيلم (الإنجليزية)